# Wolfgang Seguin
Wolfgang Seguin (Burg, 14 settembre 1945) è un ex calciatore tedesco orientale, dal 1990 tedesco, di ruolo centrocampista.

## Carriera

### Club
Durante la sua carriera ha giocato solo con il Magdeburgo.

### Nazionale
Con la Nazionale tedesco-orientale conta 21 presenze.

## Palmarès

### Club

#### Competizioni nazionali
- Campionato tedesco orientale: 3

Magdeburgo: 1971-1972, 1973-1974, 1974-1975
- Coppa della Germania Est: 6

Magdeburgo: 1963-1964, 1964-1965, 1968-1969, 1972-1973, 1977-1978, 1978-1979

#### Competizioni internazionali
- Coppa delle Coppe: 1

Magdeburgo: 1973-1974

### Nazionale
- Bronzo olimpico: 1

Germania Est: Monaco di Baviera 1972